# Casilinum
Casilinum è l'antico nome latino del porto fluviale della Capua antica, corrispondente alla Capua moderna, mentre la Capua antica corrisponde all'attuale Santa Maria Capua Vetere.

## Località
Il porto fluviale era situato a nord-ovest della città principale (circondata da tre lati dai fiumi) e costituiva un centro abitato di modeste dimensioni, sorto in posizione strategica nelle vicinanze del ponte della via Appia sul Volturno, oltre al punto di congiunzione tra l'Appia e la via Latina.

## Storia
Durante la Seconda guerra punica fu contesa tra Cartaginesi, capitanati da Annibale Barca, e Romani, sotto il comando di Quinto Fabio Massimo Verrucoso detto il Temporeggiatore, e fu infine annessa da questi ultimi. Stretta d'assedio dai Cartaginesi, la città patì la fame al punto che gli assediati si cibarono di pelli e cinghie degli scudi, oltreché di topi. Vissero di noci inviate loro dai Romani attraverso il fiume Volturno.
In seguito divenne una Prefettura: Cesare vi dedusse una colonia nel 59 a.C., rinnovata in seguito da Antonio. Ebbe poi un lento regresso fino al I secolo d.C., quando venne abbandonata dalla popolazione. Prima del regno di Vespasiano probabilmente Casilinum era già unita a Capua Antica. Nel 554, tra le sue rovine, l'esercito bizantino sconfisse i Goti in battaglia. Fu qui che la civitas capuana trovò rifugio in seguito alle incursioni dei saraceni.
Nel corso del Medioevo, pur essendo stata abbandonata dalla popolazione per un certo periodo e poi ripopolata sotto altro nome, ispirò l'onomastica della via Latina, che prese il nuovo nome di via Casilina, utilizzato fino ai giorni nostri.